# فرودگاه نورنبرگ
فرودگاه نورمبرگ (به آلمانی: Flughafen Nürnberg) یک فرودگاه همگانی مسافربری با کد یاتا NUE است که یک باند فرود بتن و آسفالت دارد و طول باند آن ۲۷۰۰ متر است. این فرودگاه در شهر نورنبرگ کشور آلمان قرار دارد و در ارتفاع ۳۱۹ متری از سطح دریا واقع شده‌است.

## شرکت‌های هواپیمایی و مقصدهای پروزای
| شرکت‌های هواپیمایی                              | مقصدهای پروازی |
| ---------------------------------------------- | --- |
| ایر فرانس اجرا توسط هاپ!                       | فرودگاه شارل دوگل پاریس |
| ایر ویا                                        | چارتر فصلی: فرودگاه بورگاس، فرودگاه وارنا |
| بروکسل ایرلاینز اجرا توسط بی‌ام‌آی رجیونال       | فرودگاه بروکسل |
| بلغارین ایر چارتر                              | چارتر فصلی: فرودگاه بورگاس، فرودگاه وارنا |
| یورووینگز                                      | فرودگاه بین‌المللی دوسلدورف، فرودگاه هامبورگ |
| Express Airways                                | فصلی: فرودگاه تارانتو-گروتالی (آغاز از ۲ مه ۲۰۱۶)، فرودگاه فیگو-پینادور (آغاز از ۳ مه ۲۰۱۶) |
| جرمن‌وینگز                                      | فرودگاه برلین تگل |
| کی‌ال‌ام اجرا توسط کی‌ال‌ام سیتی‌هاپر               | فرودگاه اسخیپول آمستردام |
| لوفت‌هانزا                                      | فرودگاه بین‌المللی فرانکفورت |
| لوفت‌هانزا رجینال اجرا توسط لوفت‌هانزا سیتی‌لاین  | فرودگاه بین‌المللی فرانکفورت، فرودگاه مونیخ |
| انور ایر                                       | فصلی: فرودگاه عدنان مندرس (آغاز از ۳ ژوئیه ۲۰۱۶) |
| هواپیمایی پگاسوس                               | فرودگاه بین‌المللی صبیحه گوکچن فصلی: فرودگاه عدنان مندرس |
| رایان‌ایر                                       | فرودگاه اوریو آل سریو (آغاز از ۳۰ اکتبر ۲۰۱۶)، فرودگاه بین‌المللی بوداپست فرنک لیست (آغاز از ۱ نوامبر ۲۰۱۶)، فرودگاه استانستد لندن، فرودگاه بین‌المللی مالت (آغاز از ۱ نوامبر ۲۰۱۶)، فرودگاه منچستر (آغاز از ۱ نوامبر ۲۰۱۶)، فرودگاه چمپینو، رم (آغاز از ۳۰ اکتبر ۲۰۱۶) فصلی: فرودگاه آلیکانته-الچه، فرودگاه مالاگا |
| سان اکسپرس                                     | فرودگاه آنتالیا فصلی: فرودگاه عدنان مندرس |
| سان‌اکسپرس دویچلند                              | فرودگاه گرن کناریا (آغاز از ۳ مه ۲۰۱۶)، فرودگاه بین‌المللی غردقه، فرودگاه لانزاروته (آغاز از ۳ مه ۲۰۱۶)، فرودگاه پالما د مایورکا (آغاز از ۱ مه ۲۰۱۶) فصلی: فرودگاه آدانا، فرودگاه بین‌المللی اسن‌بوغا، فرودگاه بین‌المللی النفیضه حمامات، فرودگاه فوئرته‌ونتورا، فرودگاه بین‌المللی هراکلین                             |
| سوئیس اینترنشنال ایرلاینز اجرا توسط آستریا ایر | فرودگاه زوریخ |
| تی‌یوآی‌فلای                                     | فرودگاه فوئرته‌ونتورا، فرودگاه گرن کناریا، فرودگاه تنریف جنوبی فصلی: فرودگاه آنتالیا، فرودگاه بین‌المللی کورفو، فرودگاه دالامان، فرودگاه بین‌المللی هراکلین، فرودگاه بین‌المللی جزیره کوس، فرودگاه منورکا، فرودگاه پالما د مایورکا، فرودگاه بین‌المللی رود                                                             |
| ترکیش ایرلاینز                                 | فرودگاه بین‌المللی آتاترک |
| تووین جت                                       | فرودگاه برمن |
| ویولینگ                                        | فرودگاه بارسلونا-ال پرات |
| ویز ایر                                        | فرودگاه بین‌المللی هنری کواندا، فرودگاه بین‌المللی کلوژ-نپوکا، فرودگاه اسکندر کبیر اسکوپیه |

## شرکت‌های هواپیمایی و مقصدهای پروازی
| شرکت‌های هواپیمایی                                   | مقصدهای پروازی |
| --------------------------------------------------- | --- |
| ایجین ایرلاینز                                      | فصلی: سالونیک |
| ایر فرانس اجرا توسط هاپ!                            | لیون-سینت اگزوپری (آغاز از ۴ سپتامبر ۲۰۱۷), شارل دوگل پاریس |
| ایر ویا                                             | چارتر فصلی: بورگاس، وارنا |
| آسترا ایرلاینز                                      | چارتر فصلی: سالونیک |
| بی‌ام‌آی رجیونال                                      | بیرمنگام |
| بریتیش ایرویز                                       | فصلی: گاتویک (آغاز از ۳۰ نوامبر ۲۰۱۷) |
| بروکسل ایرلاینز اجرا توسط بی‌ام‌آی رجیونال            | بروکسل |
| بلغارین ایر چارتر                                   | چارتر فصلی: بورگاس، وارنا |
| یورو وینگز                                          | دوسلدورف، هامبورگ، پالما د مایورکا، وین |
| یورو وینگز                                          | پالما د مایورکا |
| یورو وینگز اجرا توسط جرمن‌وینگز                      | برلین تگل (پایان در ۳۱ مارس ۲۰۱۸) |
| جرمنیا                                              | فصلی: آدانا، آتن، بورگاس (آغاز از ۱۹ ژوئن ۲۰۱۸), فارو، فوئرته‌ونتورا، کریستیانو رونالدو، گرن کناریا، غردقه، ایبیزا، لانزاروته، پالما د مایورکا، پافوس، کفلاویک، رود، سمس، بن گوریون (آغاز از ۲ نوامبر ۲۰۱۷)، شرم‌الشیخ (آغاز از ۶ نوامبر ۲۰۱۷), تنریف جنوبی، وارنا (آغاز از ۴ ژوئیه ۲۰۱۸) |
| کاال‌ام اجرا توسط کی‌ال‌ام سیتی‌هاپر                    | اسخیپول آمستردام |
| لوفت‌هانزا                                           | فرانکفورت |
| لوفت‌هانزا رجینال اجرا توسط لوفت‌هانزا سیتی‌لاین       | فرانکفورت، مونیخ |
| انور ایر                                            | Seasonal: آدانا |
| پگاسوس ایرلاینز                                     | صبیحه گوکچن فصلی: عدنان مندرس |
| راین-نکار ایر اجرا توسط MHS Aviation                | فصلی: سایلت |
| رایان‌ایر                                            | باری، اوریو آل سریو، بوداپست فرنک لیست، جان پل دوم کراکوف-بالیس (آغاز از ۳۰ اکتبر ۲۰۱۷)، استانستد لندن، مادرید-باراخاس، مالت، منچستر، پالرمو، فرنسیسکو جسا کارنئیرو، چمپینو، رم، ورونا، ویلنیوس (آغاز از ۳۱ اکتبر ۲۰۱۷) فصلی: آلیکانته-الچه، مالاگا                                     |
| سان اکسپرس                                          | آنتالیا فصلی: عدنان مندرس |
| سان‌اکسپرس دویچلند                                   | گرن کناریا، غردقه، لانزاروته، پالما د مایورکا فصلی: آدانا، اسن‌بوغا، بورگاس، النفیضه حمامات، فوئرته‌ونتورا، هراکلین، رود (آغاز از ۱۹ سپتامبر ۲۰۱۷)، وارنا |
| سوئیس اینترنشنال ایرلاینز اجرا توسط آسترین ایرلاینز | زوریخ |
| تی‌یوآی‌فلای                                          | فوئرته‌ونتورا، گرن کناریا، تنریف جنوبی فصلی: آنتالیا، کورفو، دالامان، هراکلین، جزیره کوس، منورکا، پالما د مایورکا، رود |
| ترکیش ایرلاینز                                      | آتاترک |
| ویولینگ                                             | بارسلونا-ال پرات |
| ویز ایر                                             | هنری کواندا، کلوژ-نپوکا، کیف ژولیانی (آغاز از ۲۵ اوت ۲۰۱۷), سیبیو، اسکندر کبیر اسکوپیه، صوفیه فصلی: بلگراد نیکولا تسلا، توزلا |